# M&M’s 200
Das M&M's 200 war ein Autorennen der NASCAR Camping World Truck Series, welches auf dem Iowa Speedway in Newton, Iowa stattfand. Es wurde in der Saison 2009 erstmals ausgetragen und ersetzte damit das 2004 bis 2008 ausgetragene Ohio 250 im Mansfield Motorsports Park. Das Rennen auf der 0,875 Meilen (1,4 km) langen Strecke ging über eine Distanz von 175 Meilen (281,6 km), dies entspricht 200 Runden.

## Geschichte
Bei der Erstaustragung des Lucas Oil 200 in der Saison 2009 ging Mike Skinner als Sieger hervor. Das Rennen wurde bis 2019 jährlich ausgetragen, bis es 2020 aufgrund der COVID-19 Pandemie abgesagt wurde. 2021 wurde es völlig aus dem Kalender gestrichen. 
Das Rennen fand normalerweise am Samstag statt, wurde aber auch teilweise auf Sonntag verschoben, so 2019 bei schlechten Wetterbedingungen.

## Sieger
| Jahr | Sieger         | Automarke | Preisgeld (USD) | Distanz (Runden) | Renndurchschnitt (mph) |
| ---- | -------------- | --------- | --------------- | ---------------- | ---------------------- |
| 2009 | Mike Skinner   | Toyota    | $55.725         | 200              | 99,181                 |
| 2010 | Austin Dillon  | Chevrolet |                 | 200              |                        |
| 2011 | Matt Crafton   | Chevrolet |                 | 200              |                        |
| 2012 | Timothy Peters | Toyota    |                 | 200              |                        |